# Rio Vacaria
O rio Vacaria é um curso de água do estado de Mato Grosso do Sul, Brasil.
A Bacia  Hidrográfica  do  Rio  Vacaria  encontra-se localizada entre as coordenadas 15º50’00” e 16º50’00” de latitude sul e entre 42º30’00” e 43º00’00” de longitude oeste. Esta Bacia é afluente direta do rio Jequitinhonha e sua área  abarca  os  municípios  de  Grão  Mogol, Riacho  dos  Machados,  Serranópolis  de Minas,  Rio  Pardo  de  Minas,  Fruta  de  Leite,  Salinas,  Padre  Carvalho,  Rubelita e Josenópolis  da  Mesorregião Norte  de  Minas  e  abrange  também  a  porção  nordeste  do município Virgem da Lapa da Mesorregião Vale do Jequitinhonha.
1. 1 2  Almeida, Maria Ivete Soares de;  et al. (2017). «ANÁLISE COMPARATIVA DE FITOFISIONOMIAS EM ÁREAS DE BACIAS HIDROGRÁFICAS DO RIO SÃO LAMBERTO E DO RIO VACARIA, MINAS GERAIS – MG COM USO DE SENSORIAMENTO REMOTO». Universidade Federal do Norte de Tocantins. Revista Tocantinense de Geografia. 6 (9). Consultado em 9 de setembro de 2024